# Protanilla rafflesi
Protanilla rafflesi   (лат.) — вид мелких муравьёв (Formicidae) из подсемейства Leptanillinae. Эндемик Сингапура (Юго-Восточная Азия).

## Распространение
Юго-Восточная Азия: Сингапур.

## Описание
Мелкие муравьи, длина рабочих около 2 мм, жёлто-коричневые. Головной индекс (CI, соотношение ширины головы к длине × 100): 77. Длина головы 0,52 мм, длина скапуса 0,43 мм, ширина головы 0,40 мм. Индекс скапуса (SI, соотношение длины скапуса к длине голов × 100): 108. Мандибулы узкие, изогнуты вниз, с многочисленными мелкими зубчиками. Нижнечелюстные щупики 4-члениковые. Усики 12-члениковые, усиковые валики отсутствуют, место прикрепления антенн открытое. Вид был описан в 1990 году австралийским мирмекологом Робертом Тейлором (Prof. Dr. Robert Taylor, CSIRO, Канберра, Австралия).

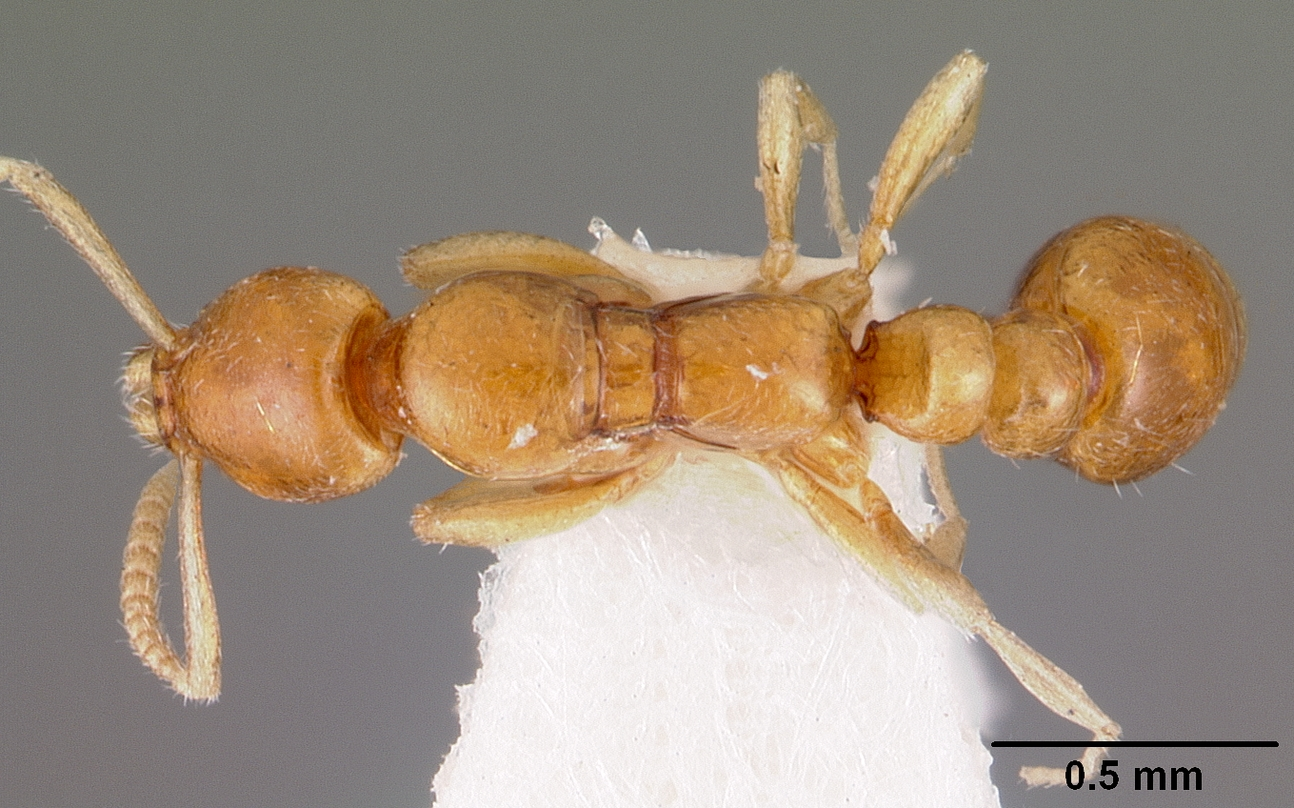
Вид сверху
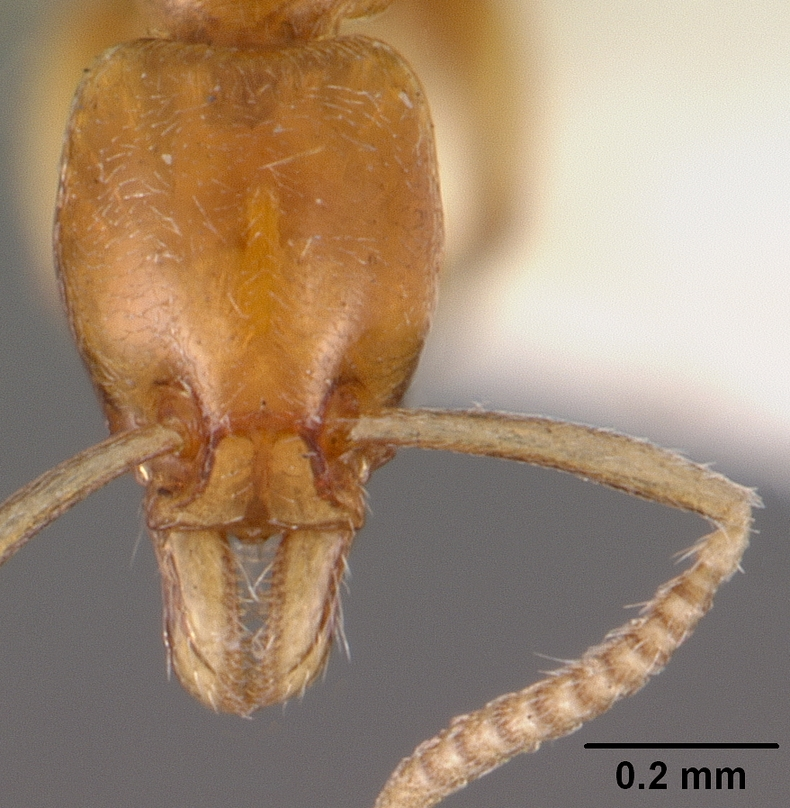
Голова